# Doścignąć marzenie
Doścignąć marzenie – film komediowo-muzyczny z 1962 r. w reżyserii Gordona Douglasa z Elvisem Presleyem w roli głównej. Główne role grali w nim Elvis Presley, Arthur O’Connell i Anne Helm. Scenariusz powstał na podstawie: książki Richarda Powella oraz sztuki Hermana Rauchera, które noszą nazwę Pioneer, Go Home!.

## Obsada
- Elvis Presley jako Toby Kwimper
- Arthur O’Connell jako Pop Kwimper
- Anne Helm jako Holly Jones
- Joanna Moore jako Alisha Claypoole
- Jack Kruschen jako Carmine
- Simon Oakland jako Nick
- Roland Winters jako Judge
- Alan Hewitt jako H. Arthur King
- Howard McNear jako George
- Frank DeKova jako Jack
- Herbert Rudley jako Mr. Endicott
- Gavin Koon jako Eddy Bascombe
- Robin Koon jako Teddy Bascombe
- Robert Carricart jako Al
- Barry Russo jako Blackie
- Harry Holcombe jako Governor (niewymieniony w czołówce)
- Pam Ogles jako Adriane Pennington (niewymieniony w czołówce)
- Red West jako Bank Guard (niewymieniony w czołówce)

## Fabuła
Podróżująca po Stanach Zjednoczonych z całym swym dobytkiem rodzina ekscentryków postanawia osiedlić się na należącej do rządu działce. Ze względu na przepisy urzędnicy nie mogą ich usunąć siłą, więc próbują innych sposobów...